# Town Creek, Alabama
Town Creek là một thị trấn thuộc quận Lawrence, bang Alabama, Hoa Kỳ. Dân số năm 2009 là 1203 người, mật độ đạt 173 người/km².